# Cocos Malays

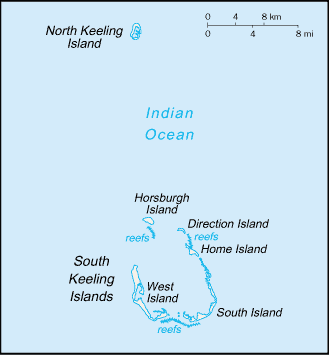
Lagekarte der Kokosinseln

Die Cocos Malays, deutsch: Kokos-Malaien (auch Cocos Malay people genannt), bilden eine Ethnie, die sich auf den Kokosinseln nach deren Inbesitznahme durch Europäer entwickelte und von ihnen wie Sklaven dorthin verschleppt worden waren. Diese Menschen sprechen einen eigenen malaiischen Dialekt, haben eigene Bethäuser, Führer und eine eigene Kultur. 

## Geschichte
Als Captain William Keeling 1609 die Kokosinseln erreichte, waren diese unbewohnt. 1825 besuchte John Clunies-Ross die noch immer unbewohnten Inseln. An Bord seines Schiffes befand sich Alexander Hare, ein Geschäftsmann und Sklavenhändler. Dieser besiedelte die Inseln 1826 mit 100 Malaien und seinem Harem. Auf den Inseln wurden Kokospalmen gepflanzt und daraus Kopra und Kokosöl hergestellt. Die ersten Menschen, die mit Hare auf die Inseln kamen, waren vor allem Malaien sowie einige Chinesen, Papuaner und Inder. Es wird angenommen, dass unter den ersten Siedlern auch Menschen aus Bali, Celebes, Madura, Sumbawa, Sumatra, Timor, Pasir Gudang, Malakka, Penang, Batavia und Cirebon waren. Clunies-Ross ließ sich 1827 mit 40 Malaien auf Home Island nieder und installierte ein sklavereiartiges soziales und politisches System, das von Charles Darwin nach seinem Aufenthalt auf den Kokosinseln im Jahr 1836 folgendermaßen qualifiziert wurde:

„Die Malaien sind dem Namen nach in einem Zustand der Freiheit, aber sie werden als Sklaven betrachtet.“

Am 22. Dezember 1837 gab es eine erfolglose Revolte der Malaien gegen dieses System einer vollständigen Abhängigkeit bei niedriger Bezahlung. Daraufhin setzte Clunies-Ross, der sich König Ross I. nannte, eine Vereinbarung durch, die die auf den Kokosinseln lebenden malaiischen, bantamesischen und europäischen Familien zwang, in seinen Häusern zu leben und für ihn zu arbeiten oder aber die Insel zu verlassen.
Die Cocos Malays, die isoliert von der Außenwelt lebten, separierten sich von den Europäern und bewahrten über acht Generationen ihre eigene Identität.
Nach dem Zweiten Weltkrieg wanderte viele Cocos Malays aus, insbesondere nach Singapur und Sabah (damals Nord-Borneo). Im Jahre 2009 war die Arbeitslosigkeit unter den Inselbewohnern war mit geschätzten 65 % sehr hoch.

## Gegenwart
Im Jahr 2000 gab es weltweit circa 5000 Cocos Malays, die meisten davon in Tawau und Lahad Datu, North Borneo. In Malaysia ist die Zahl der Cocos Malays fast zehnmal so groß wie auf den Kokosinseln. Die Cocos Malays stellen eine Landbevölkerung dar, sie leben dörflich in sogenannten Kampungs, hauptsächlich in Bantam auf Home Island; die meisten sind Farmer, die auch Fische fangen. Home Island befindet sich in einer isolierten und vom Festland weit entfernten Lage, etwa 2100 km vom Festland Australiens und etwa 1000 km von Sumatra und Java sowie 900 km von der Weihnachtsinsel entfernt.
Über 80 % der Cocos Malays sind Anhänger des sunnitischen Glaubens, einer muslimischen Religion, und sie wohnen vor allem auf Home Island. Eine Heirat ist nach muslimischem Glauben wichtig und sie können bis zu vier Frauen haben, aber dies ist kaum verbreitet. Am Ende des Ramadan halten sie eine Feier ab, die Hari Raya Puasi. Zu ihrer Religionsausübung gibt es beispielsweise ein Bethaus, die West Island Mosque auf West Island. 
Cocos Malays sprechen einen eigenen Dialekt, Basa Pulu Kokos oder auch Bahasa Cocos genannt wird. Es ist ein Dialekt aus einer Mischung von malaiischer und indonesischer Sprache mit englischen und schottischen Sprachelementen. Diesen Dialekt sprechen etwa 450 Cocos Malays. Malaiisch und Englisch werden in der Schule unterrichtet. 2009 kolportierten Medien, dass die Cocos Malys gezwungen würden, Englisch an Stelle ihrer eigenen Sprache zu verwenden. In der Folge reiste der australische Innenminister Brendan O’Connor auf die Inseln, wo auf verschiedenen Krisensitzungen das Sprachproblem und die hohe Arbeitslosigkeit besprochen wurden. Eine Entspannung des Arbeitsmarktes wird von dem Bau eines Touristenzentrums für Muslime aus dem pazifischen Raum erwartet, das 79 Arbeitsplätze schaffen wird.

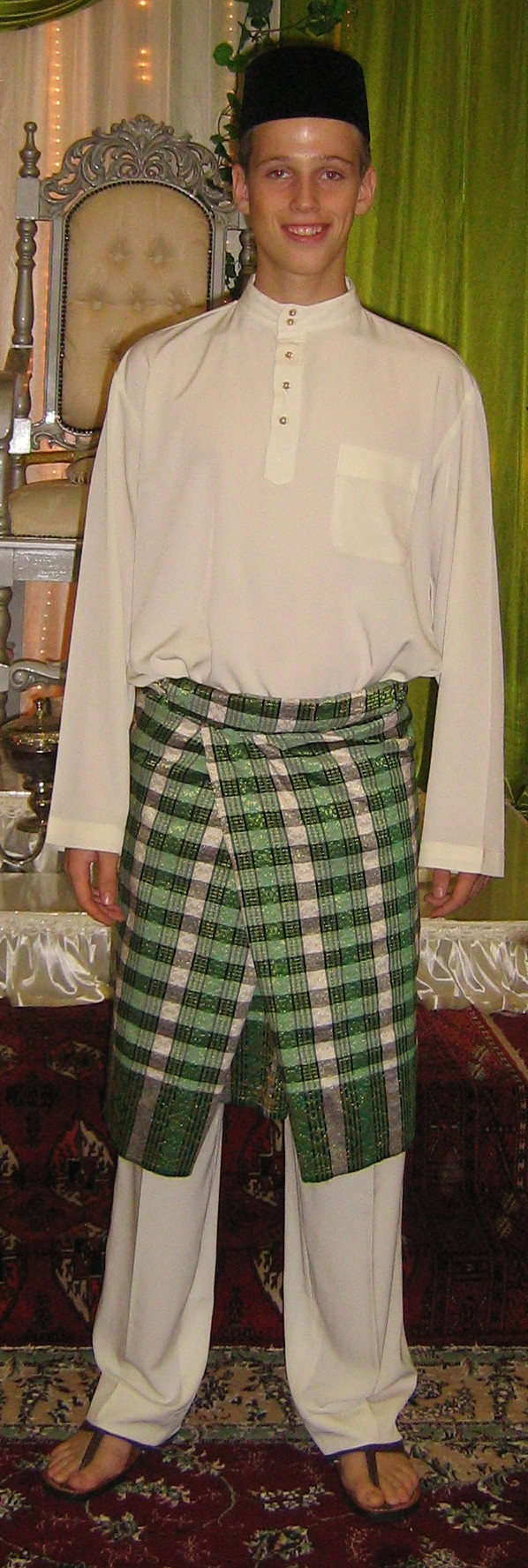
Baju Melayu („malaiisches Hemd“)

Die Cocos Malays tragen eine besondere Bekleidung, den Baju Kebaya, den Frauen tragen, und Männer das Baju Melayu oder Sarong. Diese Kleider Baju Kebaya und Baju Melayu sind typisch für malaiische Volksgruppen. Verschiedene ihrer Tänze sind durch die javanesische und britische Kultur beeinflusst. Sie verspeisen typische malaiische Gerichte, die mit Reis, Nudeln, Curry, Chili, Huhn-, Rind- und Lammfleisch sowie Früchten des Meeres zubereitet werden. Ferner halten sie sich an den Ramadan. Es gibt drei Restaurants auf Home Island, davon serviert eines westliche Gerichte. Das Frischwasser ist limitiert und Regenwasser wird gesammelt.